# Kostel Nanebevzetí Panny Marie (Sládkovičovo)
Kostel Nanebevzetí Panny Marie je římskokatolický kostel na náměstí ve Sládkovičově v okrese Galanta na Slovensku.
Areál kolem pozdně barokního farního kostela vytváří spolu s přilehlým areálem zámečku nejstarší jádro města. Severně od kostela stojí budova staré fary, před jejím hlavním průčelím dostalo místo sousoší Nejsvětější Trojice. Na ploše dnešní farní zahrady býval hřbitov, na kterém se pohřbívalo do počátku osmdesátých let 18. století.
Nejstarší zmínky o kostele pocházejí ze 17. století. Jednolodní stavba pravděpodobně s polygonální apsidou měla západo-východní orientaci. Uvnitř byla zaklenutá, osvětlená pěti okny lodě a kulatým oknem ve svatyni. Na západě byla situována dřevěná varhanní empora. Do roku 1761 byly v interiéru postaveny tři oltáře. Kromě hlavního to byly boční, zasvěcené sv. Josefovi a sv. Janu Nepomuckému. Ze tří původních zvonů se do současnosti zachoval velký, odlitý v roce 1770 v trnavské dílně Matěje Orfandla.
Koncem 18. století, po převedení vlastnictví panství na náboženský fond se přikročilo k výstavbě nového kostela. Jako jediná stavební součást architektury staršího objektu zůstala zachována věž, připojena k novému, jižně orientovanému presbytáři. Novostavba svou utilitární formou, s redukovaným plastickým dekorem odpovídá „standardizovaným“ řešením z prostředí stavebního ředitelství uherské komory. Do jejího interiéru byl přenesen barokní mobiliář, v průběhu 19.–20. století však došlo k jeho postupné obměně. Na empoře byly instalovány varhany z dílny Martina Saska (1866), ve svatyni novogotický hlavní oltář (1908) od Jozefa Krauseovu.
Loď byla nově zastropená v roce 1897, kdy byla na hlavním průčelí osazena i socha Panny Marie s dítětem, dar hraběnky von Firmiano. Rozsáhlá obnova stavby se uskutečnila v roce 1926. Stěny lodi vyzdobil nitranský malíř Gustav Schüle cyklem figurálních maleb, které vznikly z přispění bývalých vojáků, válečných zajatců a jejich rodin. Do kostela byl v roce 1922 zavedený elektrický proud.
Modernizace pokračovala vysvícením věžních hodin, instalováním lustrů v lodi a reflektorů ve svatyni. Poslední renovace byly provedeny v polovině šedesátých let 20. století a po roce 2000.